# Topsail Beach (Caroline du Nord)
Topsail Beach est une ville américaine située dans le comté de Pender dans l'État de Caroline du Nord. En 2010, sa population était de 383 habitants.

## Démographie
| 1970 | 1980 | 1990 | 2000 | 2010 | - |
| ---- | ---- | ---- | ---- | ---- | - |
| 108  | 264  | 346  | 471  | 368  | - |

## Source de la traduction
- (en) Cet article est partiellement ou en totalité issu de l’article de Wikipédia en anglais intitulé « Topsail Beach, North Carolina » (voir la liste des auteurs).